# Tannbach – Schicksal eines Dorfes
Tannbach – Schicksal eines Dorfes (Tannbach, de lotgevallen van een dorp) is de titel van een driedelige film over het fictieve dorp Tannbach op de Beierse-Thüringse grens. De film volgt de lotgevallen van de inwoners van het dorp vlak voor de capitulatie van het Duitse Rijk tot de naoorlogse periode, waarin het dorp wordt verdeeld in een door de Amerikanen en een door de Russen gecontroleerd deel.

## Verhaal
Het eerste deel Der Morgen nach dem Krieg gaat over de laatste oorlogsdagen voor de capitulatie en de eerste dagen na de capitulatie. Het dorp wordt ingenomen door de Amerikaanse troepen. Op de herenboerderij van de familie Striesow wordt een grote groep vluchtelingen opgenomen. Terwijl de witte vlaggen door de burgers worden gehesen proberen enkele fanatieke nazi's nog te terug te vechten. Op het erf van de familie Striesow zoekt de SS naar de gedeserteerde eigenaar van de boerderij, Georg Striesow. Zijn vrouw weigert haar man aan te geven en wordt ter plekke door de SS geëxecuteerd. Aan het einde van het eerste deel wordt Tannbach door de Amerikanen geheel aan de Russen overgedragen. De bevolking ziet vervolgens met angst en beven het Rode Leger binnentrekken.
Het tweede deel Die Enteignung handelt over de grondhervorming. De Russen onteigenen de grond van landbezitters met meer dan 100 ha land. Terwijl sommige inwoners have en goed verliezen en vervolgens worden gedeporteerd, krijgen andere inwoners een stuk grond toegewezen waarop zij een bedrijf kunnen starten. Met het materiaal van de gesloopte huizen van de grootgrondbezitters kunnen de nieuwe boeren een bescheiden onderkomen bouwen. Overeenkomstig de Conferentie van Potsdam moeten de Russen echter een deel van het dorp weer aan de Amerikanen overdragen en in de zomer van 1946 verschuiven opnieuw de grenzen tussen oost en west.
Het derde deel Mein Land, dein Land betreft de periode 1948-1952. De nieuwe grens tussen oost en west wordt gevormd door het riviertje dat Tannbach door midden deelt. Terwijl de grenzen nog open zijn proberen de bewoners hun leven onder de gewijzigde omstandigheden te hernemen. In het oosten zijn er tekorten, die door clandestiene smokkel vanuit het westen worden aangevuld. Daarnaast neemt het aantal mensen dat naar het westen probeert te vluchten toe. Als antwoord dwingen de Russische autoriteiten burgers een hek langs de grens aan te leggen. Het zonder papieren oversteken van de grens wordt levensgevaarlijk en het communistische regime laat het werkelijke gezicht steeds meer zien.

## Achtergrond
Het dorp Tannbach is een fictieve naam, echter de Tannbach is een riviertje dat ook het dorp Mödlareuth deelt. Door Mödlareuth loopt al 400 jaar de grens tussen Beieren en Thüringen en sinds de Duitse deling liep hier inderdaad de grens tussen oost en west.
Alhoewel niet alle voorvallen in de film zich daadwerkelijk in Mödlareuth hebben voorgedaan, zouden ze er wel hebben kunnen plaatsvinden. De gebeurtenissen zijn historisch en voor zover ze niet in Mödlareuth voorkwamen, speelden ze zich af op andere plaatsen.
Zo werden er nog vlak voor het einde van de oorlog door vliegende standgerechten van de SS duizenden mensen neergeschoten, zoals dwangarbeiders, mensen die zich wilden overgeven of deserteurs en hun familie. Ook het Rode Leger maakte zich schuldig aan gruwelijkheden. Er werden vrouwen verkracht en er werden op grote schaal burgers willekeurig neergeschoten. De door de Russen opgedrongen grondhervorming wordt in het tweede deel ook correct weergegeven. Talrijke herenhuizen op landgoederen werden verwoest om in bouwmateriaal voor primitieve boerenbedrijfjes te voorzien. Ook was er daadwerkelijk sprake van gebiedsruil tussen de Amerikaanse en Russische bezetters. Er werd zelf gehandeld over grond, al bestaan er geen bewijzen dat dit ook in Mödlareuth gebeurde.
De film werd op locatie in Tsjechië gedraaid, in het ten westen van Praag gelegen Běsno.

## Hoofdpersonen en rolverdeling
Franz Schober(gespeeld door Alexander Held) Een opportunist die na de nederlaag nog trouw is aan Adolf Hitler en de SS'er Horst Vöckler ophitst om in het dorp voor orde te zorgen. Hij werkt later samen met de Amerikaanse bezettingsmacht en weet zich aan denazificatie te onttrekken.
Georg von Striesow(gespeeld door Heiner Lauterbach) Graaf von Striesow is grootgrondbezitter en deserteert in de nadagen van de oorlog uit de Wehrmacht. Terwijl hij zich verborgen houdt op de boerderij moet hij samen met zijn dochter Anna toezien dat zijn vrouw door de SS wordt doodgeschoten, omdat zij hem weigert te verraden. De graaf wordt door de Russen zonder verdere schadeloosstelling onteigend en het wordt hem net als andere grootgrondbezitters verboden om binnen een omtrek van 50 kilometer zijn voormalige eigendom te naderen. In het tweede deel van de film vlucht de graaf naar het westen.
Horst Vöckler(gespeeld door David Zimmerschied) Terwijl gravin Caroline von Striesow de witte lakens laat ophangen ten teken van overgave, wordt de SS'er Horst Vöckler door Franz Schober aangevuurd om voor orde te zorgen. In de laatste minuten voordat het Amerikaanse leger de boerderij bereikt, laat hij de gravin executeren. Vöckler weet te ontkomen en verstopt zich in de buurt van het dorp. Hij probeert zijn moeder Hilde Vöckler te overreden hem te helpen, maar in plaats van hem te helpen besluit ze hem aan te geven bij de Amerikanen, die hem gevangennemen.
Caroline von Striesow(gespeeld door Natalia Wörner) Terwijl haar man aan het front was bestierde Caroline von Striesow het landgoed. Caroline geloofde nooit in het nazidom. Net voordat de Amerikanen op het landgoed arriveren, wordt zij vermoord door Horst Vöckler.
Anna von Striesow(gespeeld door Henriette Confurius) Anna is de dochter van de graaf en trouwt met de samen met zijn moeder en broer uit Berlijn gevluchte Friedrich Erler.
Liesbeth Erler(gespeeld door Nadja Uhl) Liesbeth Erler is een vluchtelinge uit Berlijn. Liesbeth heeft twee kinderen, Friedrich en Lothar. Friedrich is haar eigen kind, terwijl de jood Lothar bij haar zat ondergedoken. Liesbeth behandelt Lothar als haar eigen kind en de beide jongens beschouwen elkaar ook daadwerkelijk als broers. Met de nieuwe communistische idealen heeft Liesbeth weinig op en in een kinderwagen smokkelt zij levensmiddelen over de zonegrens. Ook zij kiest voor het westen en dringt er bij haar kinderen op aan om ook de oversteek te maken.
Friedrich Erler(gespeeld door Jonas Nay) De zoon van Liesbeth Erler is een jongeman, die na de oorlog in dienst wordt genomen door de communist Konrad Werner. Terwijl zijn moeder Liesbeth in de oorlog ervoer dat te hoge idealen vaker de hel dan de hemel beloven, raakt Friedrich steeds meer in de ban van het communistische ideaal.
Lothar Erler(gespeeld door Ludwig Trepte) Lothar is van joodse komaf en wordt in de oorlog door Liesbeth Erler geadopteerd om hem te behoeden voor deportatie. Na de oorlog gaat hij zijn ouders zoeken die echter in een concentratiekamp omkwamen. Lothar houdt zich na terugkomst in Tannbach bezig met het smokkelen van mensen naar het westen.
Konrad Werner(gespeeld door Ronald Zehrfeld) Konrad Werner is een uit de Sovjet-Unie teruggekeerde communist. Hem wordt het bestuur over het dorp op oost-Duitse zijde opgedragen. Konrad neemt Friedrich in dienst en zorgt voor uitvoering van de grondhervorming.
Hilde Vöckler(gespeeld door Martina Gedeck) Hilde is de moeder van Horst Vöckler. Zij krijgt een relatie met Konrad Werner, maar deelt zijn communistische idealen niet. Zij helpt menigeen bij de vlucht naar het westen.
Kathi Schober(gespeeld door Johanna Bittenbinder) Kathi speelt de goedgelovige vrouw van Franz Schober.
Heinrich Schober(gespeeld door Florian Brückner) Zoon van Franz en Kathi Schober. Heinrich heeft een slechte verstandhouding met zijn vader. Op slimme wijze weet hij door voortijdige schenking van een stuk land de boerderij aan de landhervorming te onttrekken.
Theresa Prantl(gespeeld door Maria Dragus) Uit een relatie met een Franse arbeider raakt Theresa Prantl zwanger. Om de schande te verbergen moet ze een geschikte huwelijkspartner strikken, die ze vindt in de lichamelijk beperkte Heinrich Schober.